# Simulium daltanhani
Simulium daltanhani es una especie de insecto del género Simulium, familia Simuliidae, orden Diptera.
Fue descrita científicamente por Hamada & Adler, 1998.